# Мичеле (Потенца)
Мичеле (итал. Micele) је насеље у Италији у округу Потенца, региону Базиликата.
Према процени из 2011. у насељу је живело 51 становника. Насеље се налази на надморској висини од 690 м.